# Meizu
Meizu Technology Co., Ltd. (Cinese: 魅族科技有限公司, pinyin: Mèizú kējì yǒuxiàn gōngsī), o semplicemente Meizu (Cinese: 魅族; pinyin: Mèi Zú), è un'azienda cinese di elettronica di consumo con sede a Zhuhai, nella provincia di Guangdong, in Cina.

## Storia

### Fondazione
L'azienda è stata fondata nel 2003. Inizialmente produceva lettori MP3 e rilasciò il suo primo lettore MP4 nel 2006. Nell'aprile 2007 presenta il Meizu M8, uno smartphone che procurò alla casa una denuncia da parte di Apple per la grandissima somiglianza con l'iPhone EDGE.

### Il debutto nel mercato degli smartphone
Il primo gennaio 2011 con Meizu M9, primo dispositivo basato su Android, la produzione si sposta completamente verso gli smartphone. Esattamente un anno dopo, fu rilasciato l' MX, il primo dispositivo ad avere la Flyme, una versione molto personalizzata di Android. Fu anche il primo dispositivo Meizu ad essere commercializzato ufficialmente fuori dalla Cina. Nel dicembre 2012 fu commercializzato  l'MX2, esportato in Russia, Israele e ad Hong Kong.

### Ascesa del marchio nel mercato
L'MX3 uscì nel 2013 e fu il primo smartphone ad avere 128GB di memoria interna, venne commercializzato anche in Francia e Italia. Nel marzo 2015, MX4 Ubuntu Edition fu presentato al MWC, uno smartphone in grado di supportare ufficialmente due sistemi operativi.
Il 2 giugno 2015 annunciò l'M2 note, avente un processore Mediatek e caratterizzato da un tasto fisico centrale. Il cellulare era inoltre provvisto di Flyme OS 4.5. Successivamente furono presentati l'M3 note, l'M5 note e l'M6 note
Mise sul mercato una nuova serie di top di gamma chiamata "PRO" a settembre 2015 annunciando il PRO 5. Anche questo dispositivo fu presentato al WMC nella sua versione Ubuntu. Successivamente, ad aprile 2016, furono presentati il PRO 6 e Pro 6 plus. A luglio 2017 furono presentati al pubblico PRO 7 e PRO 7 Plus, i primi smartphone ad avere un secondo display a colori sul retro e ad avere la Flyme 6 basata su Android 7 Nougat.
Nel 2017 il gruppo Alibaba ha finanziato l'azienda con un investimento di 590 milioni di euro.
Il 22 aprile 2018 ha lanciato la serie Meizu 15 per celebrare il suo quindicesimo anniversario.
Nell'aprile 2019 è stato annunciato il Meizu 16s con SoC Snapdragon 855 e scanner per impronte digitali sotto il display.
L'8 maggio 2020 ha lanciato Meizu 17 con piattaforma mobile Qualcomm Snapdragon 865, integrata dalla memoria ad alta velocità con le specifiche LPDDR5 più elevate e dalla memoria flash UFS3.1.
Il 3 luglio 2022, la società automobilistica cinese Geely ha acquisito la quota di maggioranza di Meizu.
Il 30 novembre 2023 ha annunciato la sua avventura nel settore dei veicoli elettrici (EV) con la DreamCar MX.
Il 18 febbraio 2024 ha annunciato la decisione di uscire dal tradizionale settore degli smartphone, nel tentativo di orientarsi verso un approccio incentrato sull'"AI totale" nei prossimi 3 anni. Anche la versione Android di Meizu, "FlymeOS", si concentrerà su dispositivi terminali come i sistemi di infotainment per veicoli di Geely. Meizu Announcement.

## Prodotti

### Smartphone

#### 16 Series
- Meizu 16Xs
- Meizu 16s
- Meizu 16th
- Meizu 16X

#### 15 Series
- Meizu 15
- Meizu 15 Plus
- Meizu M15

#### PRO series
La linea PRO rappresenta i flagship di Meizu.
- Meizu PRO 5
- Meizu PRO 5 Ubuntu Edition
- Meizu PRO 6
- Meizu PRO 6 Plus
- Meizu PRO 7
- Meizu PRO 7 Plus

#### MX series
La serie MX è di classe mid-range
- Meizu MX
- Meizu MX2
- Meizu MX3
- Meizu MX4
- Meizu MX4 Ubuntu Edition
- Meizu MX4 Pro
- Meizu MX5
- Meizu MX6

#### M Series
La serie M è la serie più economica di Meizu.
- Meizu M1 note
- Meizu m2
- Meizu m2 note
- Meizu m3
- Meizu m3e
- Meizu m3s
- Meizu m3 max
- Meizu m3 note
- Meizu m8
- Meizu m9
- Meizu M5
- Meizu m5s
- Meizu m5c
- Meizu m5 note
- Meizu m6 note
- Meizu m6s
- Meizu m6

#### U series
- Meizu U10
- Meizu U20

### MP3
- Meizu E2
- Meizu E5
- Meizu E3
- Meizu E3C
- Meizu ME V6
- Meizu ME V6S
- Meizu ME V7
- Meizu MI V6
- Meizu MI V6S
- Meizu MI V7
- Meizu M3
- Meizu M6 TS
- Meizu M6 TP
- Meizu M6 SP
- Meizu M6 SL
- Meizu X2
- Meizu X3
- Meizu X6